# Jensen Motors

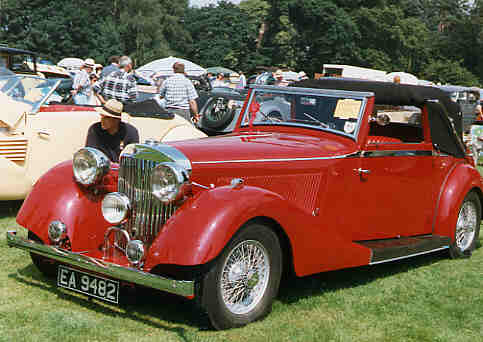
1938 Jensen S-type drophead, 3.5 litre

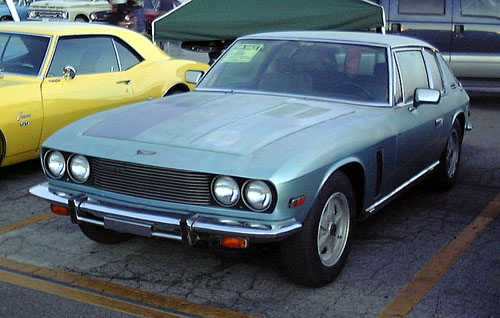
Jensen Interceptor

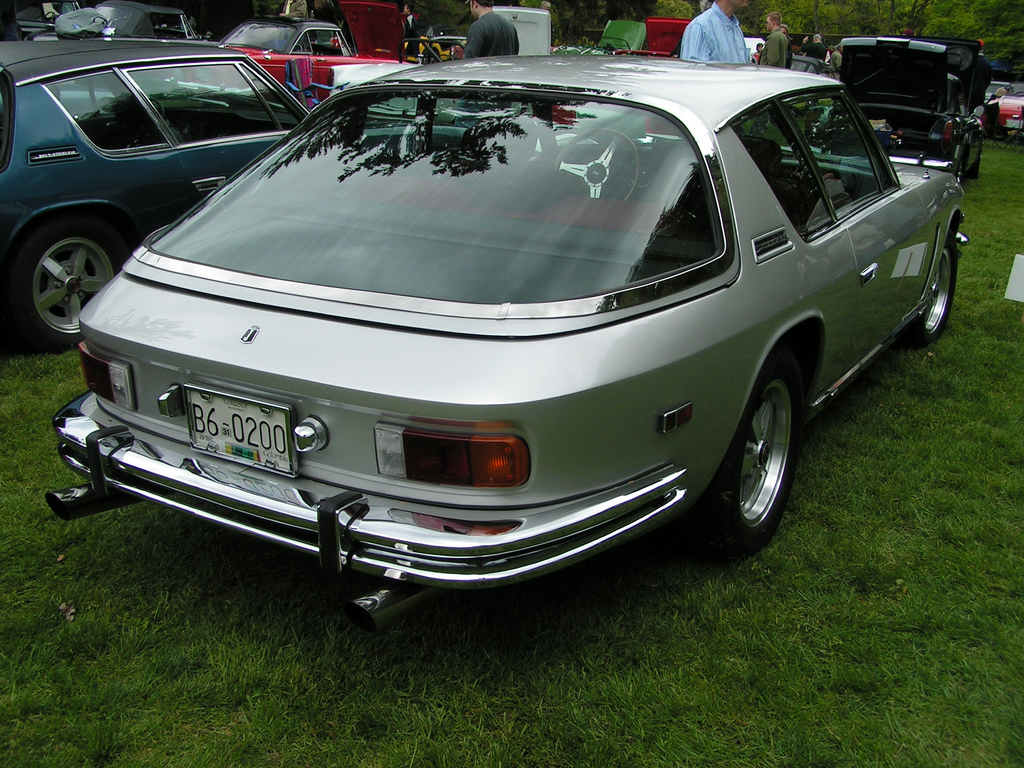
Jensen Interceptor

Jensen Motors Ltd byla britská automobilka se sídlem ve West Bromwichi v oblasti West Midlands západně od Birminghamu. Založili ji výrobci karoserií bratři Richard a Alan Jensenovi roku 1934 a již v roce 1935 začali stavět i vlastní auta. Firma se proslavila zejména výrobou prvního osobního automobilu s pohonem 4x4 - typu FF.

## Historie
Ve dvacátých letech byla společnost Jensen karosárnou. Vyráběla karoserie pro šasi firem Morris, Singer nebo Wolseley. V roce 1934 získala společnost zakázku na sérii karoserií pro americké šasi Ford V8. V roce 1935 vyrobila společnost první vlastní sportovní vůz - Jensen S-type. Během války se výroba soustředila na užitkové automobily. V roce 1946 se objevil nový sportovní vůz vyráběný malosériově. Větších úspěchu se dočkal model 541 z roku 1955. Toho po sedmi letech nahradil Jensen CV8. Název nesl podle nových motorů Chrysler V8. Jeho laminátová karoserie pocházela od Erica Nealeho. Následníkem typu CV8 byl Jensen Intercereptor. První sériovou karoserii zhotovila podle návrhu společnosti Carozzeria Touring firma Vignale. Intercereptor poháněl motor Chrysler 6.3 V8 o výkonu 224 kW. Tento model byl základem čtyřkolky Jensen FF. Očekávané úspěchy vozu se ale nedostavily. Výroba navíc byla omezena produkcí karoserií pro automobil Volvo P1800. Automobilka a karosárna ukončily činnost v roce 1976. Pokus o oživení společnosti automobilem Jensen S-V8 z let 2001 až 2002 skončil neúspěchem.